# Sphenoptera campicola
Sphenoptera campicola es una especie de escarabajo del género Sphenoptera, familia Buprestidae. Fue descrita científicamente por Boheman en 1860.

## Distribución
Habita en la región afrotropical.